# Neochera marmorea
Neochera marmorea là một loài bướm đêm thuộc họ Erebidae. Nó được tìm thấy ở Indonesia, Malaysia, Philippines, Sikkim và Trung Quốc (Vân Nam)
Sải cánh dài 66–75 mm.

## Phụ loài
- Neochera marmorea bhawana (Indonesia, Malaysia, Philippines, Sikkim)
- Neochera marmorea marmorea (China, Ấn Độ, Philippines)